# Линейный синтаксис
«Линейный синтаксис» — это структура или формат представления информации или данных в виде линейной последовательности символов или элементов, обычно разделенных определенным разделителем или символом.
В программировании линейный синтаксис часто используется для представления инструкций или команд кода в последовательности, которая читается и интерпретируется компьютером в определенном порядке. Это означает, что каждая инструкция или оператор выполняется после предыдущей инструкции, и код выполняется сверху вниз.
Пример линейного синтаксиса в программировании на
JavaScript:
let x = 5;
let y = 10;
let z = x + y;
console.log(z);
В этом примере каждая строка представляет собой отдельную инструкцию, которая выполняется в порядке их появления. Переменные x и y инициализируются значениями, затем создается переменная z суммой x и y, и наконец результат выводится в консоль.
Линейный синтаксис часто используется в различных областях программирования, таких как написание программ, командная оболочка, языки разметки и т. д. Он облегчает чтение и понимание кода и упрощает его выполнение компьютером.